# Aeshna itatiaia
Aeshna itatiaia är en trollsländeart som beskrevs av Calvalho och Salgado 2004. Aeshna itatiaia ingår i släktet mosaiktrollsländor, och familjen mosaiktrollsländor. Inga underarter finns listade i Catalogue of Life.